# Anadarko

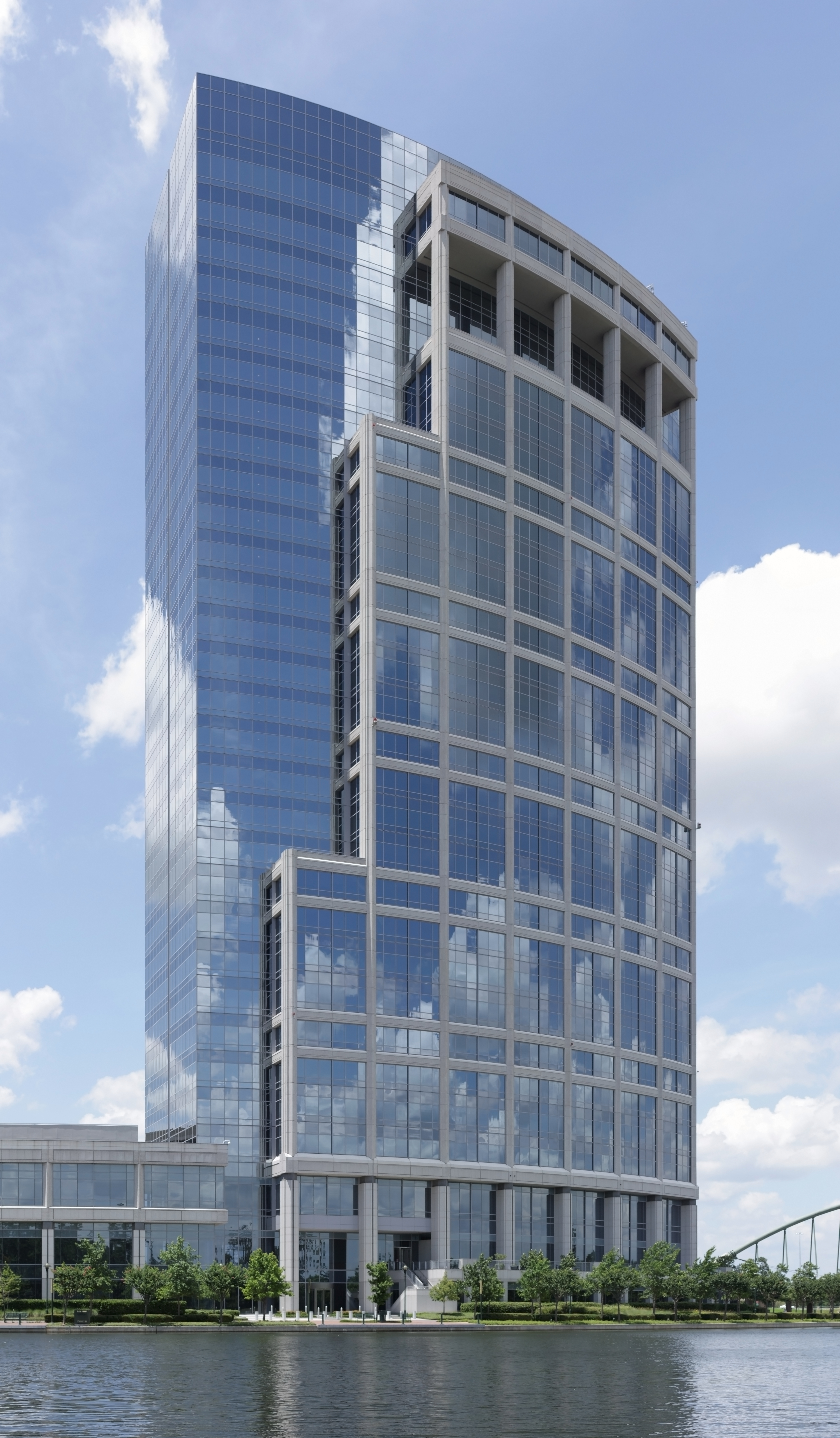
Штаб-квартира

Anadarko Petroleum Corporation — американская нефтегазовая компания. Штаб-квартира — в Те-Вудлендс, штат Техас.
Основана в 1959 году. В августе 2019 г. поглощена американкой компанией Occidental Petroleum
Председатель совета директоров и президент (до августа 2019 г.) — Джеймс Хакетт.

## Деятельность
Нефтегазовые запасы компании в 2004 году составляли 2,37 млрд баррелей нефтяного эквивалента. Основные регионы добычи — США, Канада и Алжир, также — Сьерра-Леоне (65 % месторождений Венус, Меркури). Считается, что Anadarko является одной из наиболее передовых в технологическом отношении нефтегазовых компаний мира.
В конце июня 2006 года Anadarko объявила о покупке американских нефтяных компаний Kerr-McGee и Western Gas Resources (общая сумма двух сделок составит $21,1 млрд.), в результате чего возникла одна из крупнейших независимых нефтегазовых компаний США и пятый по величине американский производитель нефти и газа.
Численность персонала — 3,4 тыс. человек (2006 год). Выручка Anadarko Petroleum в 2005 году составила $7,1 млрд, чистая прибыль — $2,4 млрд.
В апреле 2019 года Chevron Corp объявила о приобретении Anadarco за $33 млрд. Однако компания Occidental Petroleum подала встречную заявку, которая была выше по цене ($55 млрд.) и содержала более высокую выплату деньгами, чем объявленное предложение Chevron. 9 мая 2019 г. Anadarko заключила окончательное соглашение о слиянии с Occidental, а 8 августа Occidental объявила о завершении поглощения компании Anadarko. С этого момента торговля акциями Anadarko была прекращена на Нью-Йоркской фондовой бирже.
В процессе поглощения Anadarko компания распродавала ненужные ей активы. Так, 30 сентября 2019 г. французская Total заявила о приобретении у Occidental доли Anadarko в СПГ-проекте в Мозамбике за $3,9 млрд. (Mozambique LNG, Area 1).